# Steven Cortright
Steven Cortright (* 18. März 1942 in Long Beach; † 25. Januar 1991 in Santa Barbara, Kalifornien) war ein US-amerikanischer Maler und Fotograf.

## Leben und Werk
Steven M. Cortright nahm als Hürdenläufer an den Weltmeisterschaften 1960 in den USA und den UdSSR teil und studierte an der Stanford University, wo er sein Studium mit Summa Cum Laude abschloss.
Cortright wurde als Professor an die University of California, Santa Barbara berufen, war verheiratet und hat drei Kinder.
Zweimal war er Stipendiat des National Endowment for the Arts.
In Los Angeles, New York, Europe und Japan stellte er aus und nahm 1977 an der documenta 6 in Kassel teil.